# ERIH
Акронимът ERIH се използава за Европейския научноизследователски указател за хуманитаристка периодика.('European Reference Index for the Humanities) В този указател се вписват заглавията на периодични издания, отговарящи на определени норми за академично качество на публикациите. Първото издание на указателя се появява в 2008 г. като впоследствие обхватът му бива разширен с включването и на издания за социалните науки, което довежда до промяната в името на ERIH Plus. Проектът представлява инститиционална алтернатива на добилите популярност комерсиални указатели (като Scopus или Web of Science).
Предварително условие за включване в Ерих е изданието да има международно призната регистрация с валиден ISSN. Оценката за качество се базира на публикациите излязи в предходните две години. Тя включва като минимум:
- прозрачна процедура за външно рецензиране (peer review)
- редакционна колегия от членове с академичен статус
- актуална информация относно авторите – техните имена и офоциални адреси
- резюме на международно употребим език към всяка от публикациите

Според авторството на материалите периодичните издания биват поделяни на 'международни' – с повече от 1/3 чуждестранни автори – и 'национални'; а за тях, когато повече от 2/3 автори са в една и съща институция определението е 'местни'.
Подразбиращото се сега он-лайн присъствие след 2020 г. ще стане задължително, а свободният достъп ще остане препоръчителен. Оценките се извършват текущо от национални експерти и международен съвет. Поддържането на организацията е поверено на Норвегия като съставлява част нейна система за индексиране CRIStin (the Current Research Information System in Norway).